# IC 4261
IC 4261 ist eine linsenförmige Galaxie vom Hubble-Typ S0? im Sternbild Wasserschlange. Sie ist schätzungsweise 434 Millionen Lichtjahre von der Milchstraße entfernt.

Das Objekt wurde am 4. Mai 1904 von Royal Harwood Frost.